# Mimudea clavifera
Mimudea clavifera là một loài bướm đêm trong họ Crambidae.